# Orveau
Orveau ist eine französische Gemeinde mit 145 Einwohnern (Stand: 1. Januar 2022), die im Département Essonne und in der Region Île-de-France liegt. Sie gehört zum Arrondissement Étampes und zum Kanton Étampes.
Die Einwohner werden Orvallois genannt.

## Geographie
Orveau liegt etwa 45 Kilometer südlich von Paris im Regionalen Naturpark Gâtinais français.

### Nachbargemeinden
Umgeben ist Orveau von den Nachbargemeinden Boissy-le-Cutté im Nordwesten und Norden, D’Huison-Longueville im Norden und Osten sowie Bouville im Süden und Westen.

## Bevölkerungsentwicklung
| Jahr                       | 1962 | 1968 | 1975 | 1982 | 1990 | 1999 | 2006 | 2019 |
| Einwohner                  | 90   | 102  | 109  | 104  | 136  | 183  | 205  | 168  |
| Quellen: Cassini und INSEE |      |      |      |      |      |      |      |      |

## Sehenswürdigkeiten
- Kirche Notre-Dame-de-Bon-Secours, seit 1965 Monument historique

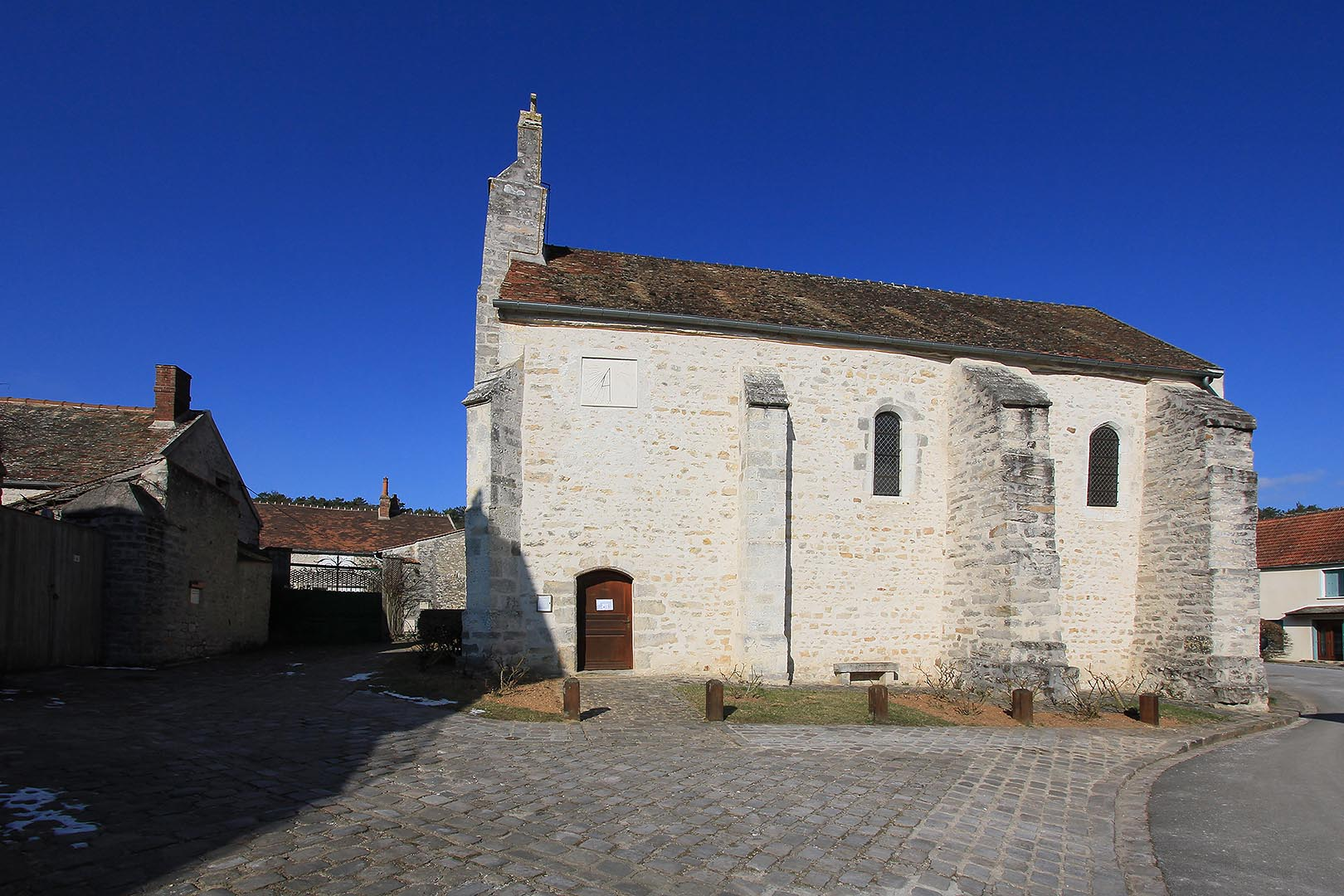
Kirche Notre-Dame-de-Bon-Secours
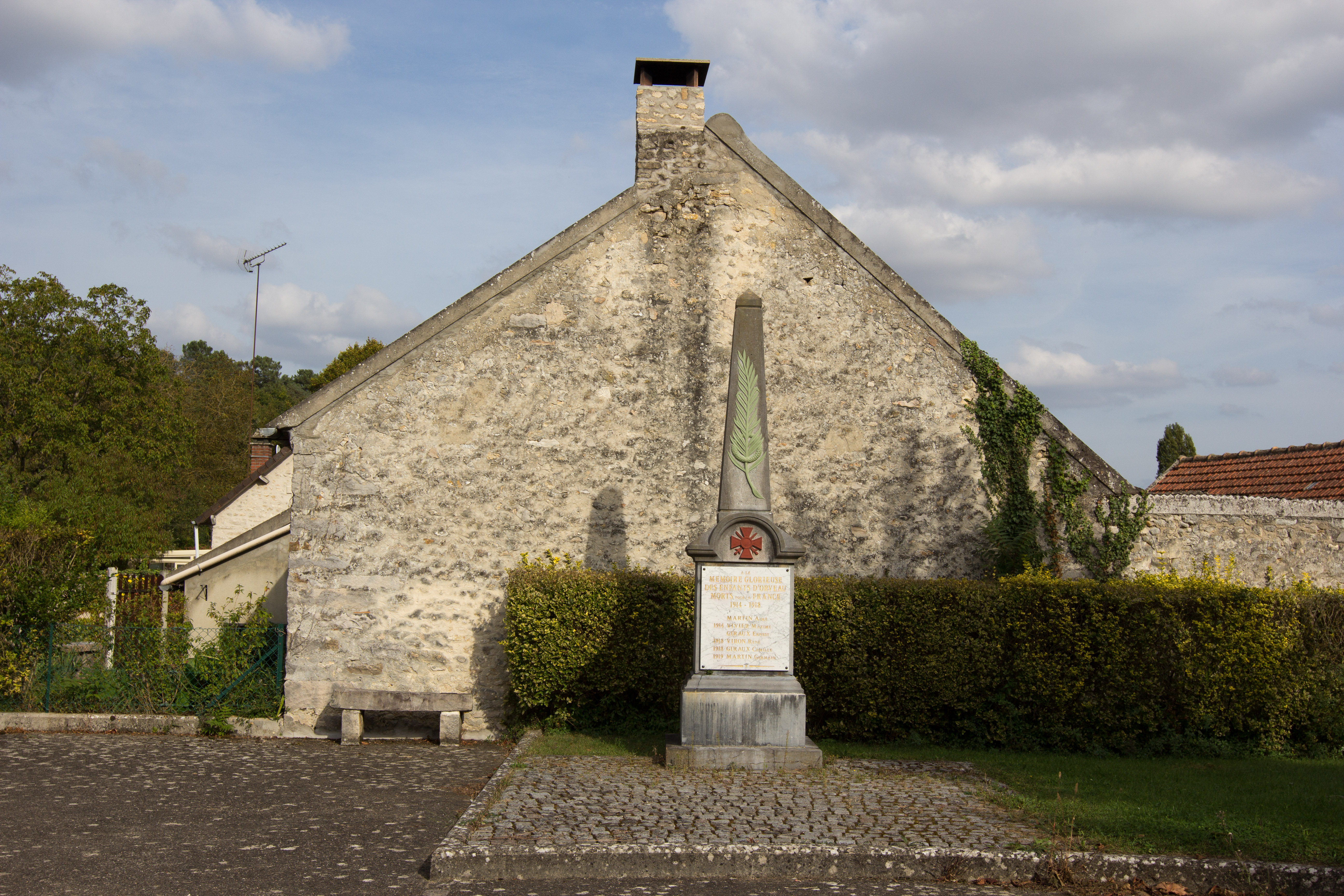
Gefallenendenkmal

## Persönlichkeiten
- Roger Kahane (1932–2013), Regisseur, hier begraben